# Gustav Schmidt
Gustav Johann Leopold Schmidt (16. září 1826 Vídeň – 27. leden 1883 Praha) byl profesor mechaniky, nauky o strojích a stavby strojů. V akademickém roce 1868-1869 byl rektorem Pražské polytechniky.

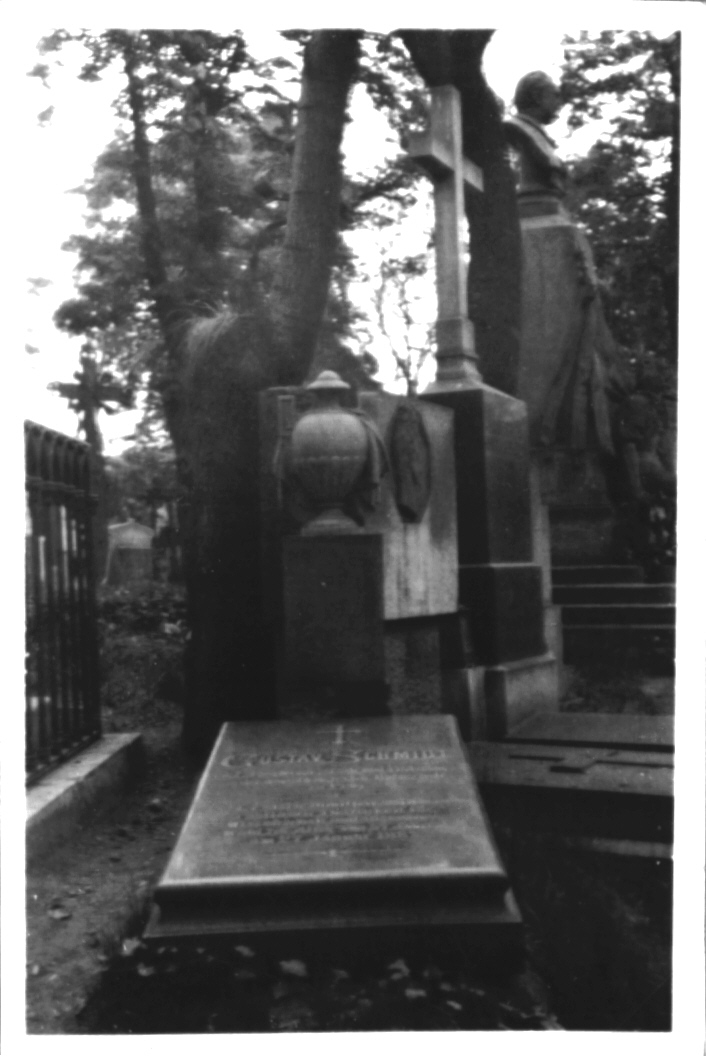
Hrob profesora Gustava Schmidta na Olšanských hřbitovech

Zemřel v Praze roku 1883 ve věku 54 let. Pohřben byl na Olšanských hřbitovech.